# Abraliopsis tui
Abraliopsis tui е вид главоного от семейство Enoploteuthidae.

## Разпространение
Видът е разпространен в Нова Зеландия (Кермадек).